# OGLE-TR-111
OGLE-TR-111 es una estrella enana amarilla distante, que se encuentra a unos 5000 años luz del Sol, en la constelación de Carina. Debido a su magnitud aparente de 15.55, bastante débil, la estrella no era destacable en ningún sentido, y no estaba catalogada. Sin embargo, en 2002, durante una búsqueda de materia oscura del equipo OGLE, fue detectado un planeta extrasolar orbitándola, OGLE-TR-111b. Luego en 2005 fue propuesto otro un posible planeta, OGLE-TR-111c.